# Mermoz-Pinel
Mermoz-Pinel è una stazione della linea D della metropolitana di Lione.
È situata nell'VIII arrondissement di Lione, all'incrocio tra Boulevard Pinel e Avenue Jean-Mermoz, proprio al confine con il comune di Bron.

## Storia
La stazione fu aperta al traffico l'11 dicembre 1992, quando fu attivato il segmento della linea D compreso tra le stazioni di Grange Blanche e Gare de Vénissieux.

## Interscambi
Nelle vicinanze della stazione effettuano fermata diverse linee di tram, autobus urbani ed interurbani.
- Fermata tram (linea 6)
- Fermata autobus

## Servizi
La stazione dispone di:
- Accessibilità per portatori di handicap
- Ascensori
- Scale mobili